# رامزي وود
رامزي وود (بالإنجليزية: Ramsay Wood)‏ هو كاتب أمريكي، ولد في 3 مارس 1943.